# Catalina Vasquez Villalpando
Catalina „Cathi“ Vásquez Villalpando (* 1. April 1940 in San Marcos, Texas) ist eine US-amerikanische Regierungsbeamtin. Sie war vom 11. Dezember 1989 bis zum 20. Januar 1993 der 39. Treasurer of the United States unter Präsidenten George H. W. Bush. Davor hielt sie Positionen von geringerer Bedeutung unter Präsident Ronald Reagan und war Vorsitzende der Republican National Hispanic Assembly. Villalpando wurde 1994 der Behinderung der Justiz und der Steuerhinterziehung für schuldig befunden. Sie ist der einzige Treasurer, der jemals ins Gefängnis geschickt wurde.

## Frühe Jahre
Catalina Vásquez Villalpando wurde in einer armen Familie im Hays County geboren. Sie hat noch drei Schwestern und zwei Brüder. Ihr Vater, zeitlebens ein Demokrat und Wanderarbeiter, nahm sie und ihre Geschwister mit auf die Felder, um sie alle zu lehren, was es heißt, für den eigenen Lebensunterhalt arbeiten zu müssen. Nachdem sie eine Gemeindeschule besuchte, graduierte sie an der San Marcos High School. Danach arbeitete sie in einem Juweliergeschäft und als Sekretärin am Southwest Texas State College, welche sie Teilzeit besuchte. Villalpando schloss ihr Studium dort nicht ab. Auf Anraten ihres Vaters schrieb sie sich damals an The University of Texas College of Business Administration ein.
Ihre Assoziation mit der Republikanischen Partei begann zu der Zeit, als sie während ihres Besuchs der Business School eine Anstellung als Sekretärin bei der Texas Republican Party in Austin erhielt. 1969 wurde sie Assistentin des lokalen Direktors der Community Service Administration, wo sie für Minderheit- und Wirtschaftsthemen verantwortlich war. Sie wurde schließlich Direktorin und arbeitete später in dem heute nicht mehr existierenden Office of Economic Opportunity.
In den späten 1970er Jahren arbeitete sie für die Minority Business Development Agency (MBDA) im Handelsministerium in Texas. Sie kehrte 1979 in die Privatwirtschaft zurück und nahm die Position als Vizepräsidentin bei der Mid-South Oil Company an. Sie gründete auch ihr eigenes Beratungsunternehmen, V.P. Promotions, und bot Public Relations für in Besitz von Minderheiten stehende Spar- und Darlehenskassen unter einem Bundesvertrag.

## Politische Laufbahn
Villalpando war eine frühe Anhängerin von George H. W. Bush. Nach dem Ronald Reagan aber die republikanischen Vorwahlen im Jahr 1980 gewonnen hatte, half sie freiwillig im Wahlkampf von Reagan in Texas. Sie wurde mit einer Position als Staff Assistant im White House Office of Presidential Personnel belohnt, als Reagan 1981 sein Amt antrat. Im selben Jahr kehrte sie nach Texas zurück, wo sie als Voter Groups Coordinator für die Texas Republican Party tätig war.
Für die nächsten zwei Jahre war sie als Aktivistin sowohl im republikanischen als auch im hispanischen Umfeld tätig. Sie saß in den Ausschüssen der Texas Federation of Republican Women, des Southwest Voter Registration Education Project, der League of United Latin American Citizens und des American GI Forum. Außerdem wurde sie in das Texas Advisory Committee in der United States Commission on Civil Rights berufen und das Secretary's Advisory Committee on Small and Disadvantaged Business Utilization im Department of Transportation.
Die Reagan-Administration wurde 1983 auf die Arbeit von Villalpando aufmerksam. Im Folgenden bot man ihr eine Anstellung als Special Assistant to the President for Public Liaison in Washington, D.C. an, welche sie annahm. In ihrer neuen Funktion kümmerte sie sich um öffentliche Interessengruppen, Lobbyisten und die Allgemeinheit. Sie fiel bald durch ihre „formidable ... administrative skills“ auf. Ihr Ansehen stieg weiter durch ihre Bemühungen die Hispanics für die Republikanische Partei zu gewinnen.

## Privatwirtschaft
Nach zwei Jahren verließ Villalpando den Regierungsdienst wieder. Sie trat im August 1985 die Position als Senior Vice President an – sowie Partner und Großaktionär – bei Communications International, Inc. (CII), einem Telekommunikationsunternehmen in Norcross (Georgia). Gegründet wurde das Unternehmen von Joseph Profit, einem früheren Runningback bei den Atlanta Falcons und bekannten Geschäftsmann in Georgia, welcher in verschiedenen Funktionen in der Reagan-Administration und in der ersten Regierung Bush gedient hatte. Villalpando war eine von mehreren hochkarätigen Republikanern, die Profit ins Unternehmen holte und ihm halfen Bundesverträge in Höhe von Millionen US-Dollar abzuschließen.
Obwohl sie den Regierungsdienst zu jener Zeit verlassen hatte, hörte ihr politisches Engagement nicht auf, insbesondere mehr Hispanics für die Republikanische Partei zu gewinnen.
Villalpando wurde 1987 nationale Vorsitzende bei der Republican National Hispanic Assembly (RNHA). Zu dieser Zeit unterstützte die RNHA das Republican National Committee und war für die Öffentlichkeitsarbeit und Interessenvertretung der Hispanics in der Partei verantwortlich. Die Bemühungen führten 1988 zu ihrer Wahl zum Gruppenleiter, als der Präsidentschaftswahlkampf von dem damaligen Vizepräsidenten Bush und dem Minderheitsführer im US-Senat Bob Dole in einen zumal ekeligen Wettkampf um die Unterstützung der republikanischen Hispanics eintrat. Villalpando hatte ein besonderes Talent dafür entwickelt Hispanics für die Partei zu gewinnen und als Verbündete von Bush wurde erwartet die Unterstützung dieser Gruppierung für seine republikanische Nominierung zu lenken.

## MBDA-Untersuchung
Als Villalpando 1987 die Führung bei der RNHA übernahm, wurde dies vom Generalinspekteur des Handelsministeriums einer genauen Prüfung unterzogen. Eine unabhängige Untersuchung wurde bereits begonnen, nach dem Anschuldigungen aufkamen, dass MBDA-Direktor James Richardson Gonzalez und Ernest Olivas junior, ein MBDA-Mitarbeiter, ihre Positionen ausnutzten, um für die Bush-Wahlkampagne Unterstützung zu gewinnen. Olivas war ein Freund von Villalpando seit der Zeit, als sie beide im Stab im Weißen Haus dienten und er als Redenschreiber für den Vizepräsidenten tätig war. Die Nachforschungen ergaben, dass Olivas um prominente hispanische Republikaner warb zwecks Unterstützung der Bewerbung von Villalpando für den Posten des Vorsitzenden bei der RNHA. Der Mitbegründer der RNHA Francisco Vega war einer von den Kontaktierten und bestätigte den Ermittlern, dass Olivas ihn während seiner Arbeitszeit im Regierungsbüro anrief, was einen potenziellen Verstoß gegen den Hatch Act darstellte. Die Rolle von Villalpando war tangential zur Untersuchung. Sie war keines Fehlverhaltens schuldig. Olivas verließ den Staatsdienst und bekam ein Beschäftigungsverhältnis als Manager in der Niederlassung von Communications International, Inc. in Washington, D.C.
Am 4. April 1989 nominierte Präsident Bush Villalpando zum Treasurer of the United States. Der US-Senat bestätigte ihre Nominierung am 20. November 1989.

## Treasurer of the United States

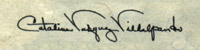
Unterschrift von Catalina Vasquez Villalpando

Villalpando legte am 11. Dezember 1989 ihren Amtseid ab. Bei der Zeremonie wohnten der US-Senator aus Texas Phil Gramm und der mexikanische Botschafter in den Vereinigten Staaten Gustavo Petricioli bei. Als Treasurer of the United States wurde Villalpando die ranghöchste Latina in der Bush Administration und ein prominentes Mitglied in der hispanischen Gemeinschaft.
Während ihrer Amtszeit wurde die erste große Veränderung an der US-Währung vorgenommen seit dem Leitspruch „In God We Trust,“ welchen man 1957 einführte. Ab September 1991 wurden die mit neuer, fortgeschrittener Technologie entworfen 50- und 100-US-Dollar-Banknoten in den Umlauf gebracht. Dieser Schritt wurde wegen der neuen aufkommenden Digitaldrucker vorgenommen. Im selben Jahr initialisiert Villalpando ein Sonderprogramm für den Verkauf von Gedenkmünzen von Mount Rushmore, welches 37 Millionen US-Dollar betrug. Die eine Hälfte des Geldes sollte für die Sanierung von Mount Rushmore dienen, deren Kosten auf 40 Millionen US-Dollar geschätzt wurden, wohingegen die andere Hälfte für die Tilgung der Staatsschulden.

## Clinton-Äußerungen
Im August 1992 geriet Villalpando in eine Kontroverse über Äußerungen, welche sie sowie der Handelsminister und Bush-Wahlkampfmanager Robert Mosbacher gemacht hatten. Die Äußerungen betrafen laufende Sexaffären und Gerüchte rings um den Gouverneur von Arkansas und demokratischen Präsidentschaftskandidaten Bill Clinton sowie den früheren Bürgermeister von San Antonio Henry Cisneros. Während eines Besuches der New Jersey Delegation bei der Republican National Convention 1992 soll Villalpando zu den Delegierten folgendes gesagt haben:

„Can you imagine two skirt-chasers campaigning together?“

Sie hinterfragte auch Clinton’s Qualifikation unter diesen Umständen. Einige Mitglieder der Delegation waren nicht erfreut über diese Äußerungen, insbesondere der ehemalige Gouverneur von New Jersey Thomas Kean, der diese Äußerungen als völlig unnötig nannte. Obwohl sowohl Bush als auch Villalpando sich dafür entschuldigten, forderte der Wahlkampfsprecher von Clinton George Stephanopoulos den Präsidenten auf beide Beamte zu entlassen.

## CII-Skandal

### Untersuchung
Während der Kontroverse um ihre Äußerungen rings um Clinton und Cisneros wurde sie die zentrale Figur in einer kriminellen Untersuchung, welche durch das Justizministerium ins Leben gerufen wurde. Die Untersuchung konzentrierte sich zunächst auf die Anschuldigungen, dass Villalpando Gefälligkeiten und andere Zuwendungen von CII während ihrer Amtszeit akzeptierte, was einen Verstoß gegen das Bundesrecht darstellte. Infolge wurde eine Reihe von potenziellen Anklagepunkten aufgestellt: Bestechung; Verabredung, um die Regierung zu betrügen, so dass falsche oder betrügerische Ansprüche gemacht wurden; Erpressung; Falschaussagen gegenüber Bundesbeamten und Betrug mittels Kabel, Radio oder Fernsehen.
Nachrichten vom 29. Oktober 1992 berichteten, dass FBI-Beamte einen Tag zuvor mehrere Gebäude und Wohnsitze in Washington, D.C., Virginia und Georgia durchsuchten. Darunter waren die Häuser von Villalpando und Olivas sowie die Büroräume von CII in Norcross, wo Kisten mit Dokumenten beschlagnahmt wurden. Villalpando nahm eine sofortige Freistellung von ihrem Posten, während Olivas, der schon CII verlassen hatte, um als Direktor für hispanische Öffentlichkeitsarbeit in der Wiederwahlkampagne von Bush zu fungieren aus der Kampagne ausschied. Profit gehörte nicht zu den Verdächtigen. Er berichtete Reportern stattdessen, dass Ermittler ihm und wahrscheinlich anderen Mitarbeitern folgendes erzählten:

„'they...were witnesses' and would be asked to provide information.“

Erhaltene Unterlagen während der Untersuchung deckten auf, dass Villalpando mehr als 147.000 US-Dollar von CII erhalten hatte, nach dem sie ihren Posten als US-Treasurer im Dezember 1989 antrat. Villalpando hätte eine zusätzliche Bonuszahlung in Höhe von 441.417 US-Dollar in dem Fall erhalten, wenn sie bereit gewesen wäre das Unternehmen zu verlassen. Letztendlich zeigten die Aufzeichnungen, dass Villalpando noch zwischen 250.000 und 500.000 US-Dollar in Unternehmensaktien besaß.
Nach den Aufzeichnungen von Villalpando waren die 147.000 US-Dollar als eine Abfindung gedacht. Es wurden aber keine Hinweise darauf gefunden in den geforderten Offenlegungsformularen, welche sie der Regierung nach ihrer Nominierung vorlegte. Bei ihrem Bestätigungsverfahren gab sie an, dass sie ihren Aktienbesitz im Unternehmen behalten würde, aber versprach keine Engagement am Unternehmensgeschäft zu haben. Im folgenden Jahr erhielt sie ihre Abfindung und zusätzlich 7.000 US-Dollar für aufgelaufenen Urlaub. Die Ermittler waren nun damit betraut herauszufinden, ob diese Zahlungen erwartet wurden, man aber von diesen einfach nicht berichtete oder in Erwartung einer Einflussnahme bei Bundesverträgen diese erhielt.
CII offenbarte, dass es einen großen Teil seines Geschäfts mit der Regierung machte. Zwischen 1983 und 1992 wurden an das Telekommunikationsunternehmen 56 nicht-wettbewerbliche Verträge in Höhe von insgesamt 68,6 Millionen US-Dollar vergeben. Noch im Zweiten Golfkrieg hatte CII riesige Aufträge erhalten, um Kommunikationsnetzwerke für die US-Streitkräfte in der Region bereitzustellen sowie den Kuwaitern bei dem Wiederaufbau der Infrastruktur nach dem Krieg zu helfen.

### Verurteilung
Die Untersuchung ergab, dass keine Einflussnahme auf Seiten von Villalpando stattfand. Stattdessen begann man mit anderen strafrechtlichen Ermittlungen im Bauministerium (HUD) betreffend Betrug und sittenwidriger Vergabe von Bundesverträgen während der Reagan-Administration. Im Mai 1992 wurde Villalpando vor die Grand Jury zwecks einer Aussage vorgeladen sowie angewiesen gewisse Dokumente zu diesem Fall vorzulegen unter Einbeziehung der HUD-Beamtin Deborah Gore Dean. Die Untersuchung begann sich in Richtung der fehlenden Offenlegung der Abfindung von Communications International, Inc. und der versäumten Zahlung der entsprechenden Steuern zu wenden. Im folgenden Jahr wurde sie auch der Behinderung der Justiz durch Falschaussagen gegenüber Ermittlern beschuldigt sowie der Zerstörung der vorzulegenden Dokumente.
Bei ihrer Gerichtsverhandlung wurde sie von der Staatsanwaltschaft drei Kapitalverbrechen angeklagt: Steuerhinterziehung (insgesamt 47.013 US-Dollar an Einkommensteuer); Verabredung zu Falschaussage betreffend ihre Finanzen (nämlich, dass sie glaube weniger zu Schulden als sie es tat) und Behinderung der Grand Jury (wegen der Zerstörung von offiziell angeforderten Aufzeichnungen in der HUD-Untersuchung). Die Anklage forderte eine Höchststrafe von 750.000 US-Dollar und 15 Jahren Gefängnis. Villalpando gab im Verlauf der Gerichtsverhandlung zu erhebliche Geldmittel und Zusatzleistungen verschwiegen zu haben, welche sie durch CII erhielt. Dabei handelte es sich um Informationen, welche in der Lage waren, die Handlungen und Entscheidungen dieser Ministerien und Behörden zu beeinflussen, was für die Bewertung ihre Qualifikation als Treasurer of the United States bedeutend war. Sie gab auch die Verabredung zu Verschleierung von Informationen zu, die bereits im März 1989 begann, als sie zum ersten Mal erfahren hat, dass Präsident Bush beabsichtigte sie für das Amt zu nominieren. Ferner räumte sie ein, dass sie im Juli 1992 ihren langjährigen Freund Olivas gebeten hatte Dokumente zu zerstören, welche dem unabhängigen Cousel in dem Dean-Fall vorzulegen waren.
Am 18. Februar 1994 bekannte sich Villalpando in allen drei Anklagepunkten für schuldig und wurde bis zu ihrer Urteilsverkündung freigelassen. Ihre Kooperation bei den laufenden Untersuchungen zu den CII-Verträgen und HUD wurden bei ihrer Strafzumessung mitberücksichtigt. Bei ihrer Urteilsverkündung erhielt Villalpando vier Monate Haft, drei Jahre auf Bewährung (davon vier Monate, wo sie unter Hausarrest stehen sollte), 200 Stunden gemeinnütziger Arbeit und eine Steuerhinterziehungsgebühr in Höhe von 150 US-Dollar. Die Staatsanwaltschaft hatte erfolglos versucht eine härtere Strafe durchzusetzen.

## Spätere Jahre
Villalpando blieb praktisch von ihrem Amt freigestellt, bis die Clinton-Administration im Januar 1993 inauguriert wurde. 2003 erschien ihr Name auf einer Liste der Bundesregierung für allgemein bekannte Steuerhinterzieher. Laut diesem Bericht hatte der ehemalige Treasurer Steuerschulden in Höhe von 168.417,72 US-Dollar bei der Bezirksregierung.
Das Atlantic Union College, eine kleine Einrichtung für freie Künste, verlieh 2006 Villalpando einen Ehrendoktor für ihre Arbeit. Im selben Jahr fungierte sie als Abschlussrednerin. Dabei ermahnte sie die Absolventen:

„embrace the tough times encountered in life.“

Villalpando dankte auch den Siebenten-Tags-Adventisten – unter deren Schirmherrschaft das College steht – für die Tatsache, dass sie für sie da waren, als sie ganz unten war.
Villalpando arbeitet zurzeit als Qualitätssicherungsspezialistin im Amerix Corporation Call Center in Columbia (Maryland).

## Familie
Villalpando heiratete 1970 ihre High-School-Liebe. Die Ehe wurde einige Jahre später geschieden. Aus der Ehe gingen keine Kinder hervor. Derzeitig lebt sie in Reisterstown (Maryland).